# Féchain
Féchain település Franciaországban, Nord megyében. Lakosainak száma 1654 fő (2022. január 1.). Féchain Marcq-en-Ostrevent, Wasnes-au-Bac, Aubigny-au-Bac, Fressain, Fressies és Hem-Lenglet községekkel határos.

## Népesség
A település népességének változása:
| Lakosok száma | 1820 | 1758 | 1773 | 1745 | 1722 | 1698 | 1675 | 1658 | 1654 |
|               | 2013 | 2015 | 2016 | 2017 | 2018 | 2019 | 2020 | 2021 | 2022 |